# Der Morgenstern
Der Morgenstern war eine populistische deutschsprachige Zeitung für Graubünden. Sie erschien von 1841 bis 1843. Gegründet wurde sie von Ludwig Christ, nachdem er die Bündner Zeitung im Streit verlassen hatte. Der Morgenstern war ein kämpferisches Blatt im Dienste des «einfachen Bürgers». Ludwig Christs Artikel hatten oft polemischen Charakter. Die Zeitung umschrieb ihr Zielpublikum mit dem Satz: «Grosse Herren und Bettler lesen diese Zeitung nicht.» Das Blatt benannte sich nach der gleichnamigen mittelalterlichen Waffe, die bis in die Zeit des Sonderbundskriegs in ländlichen Gegenden ein Symbol für den Widerstand gegen die Städte war. «Der wuchtige Morgenstern soll in der Hand des Gebirgsländers im Kampfe gegen Bosheit, Dummheit, Volksverstümmelung und Heuchelei wirken.» Die Konkurrenten des «Morgensterns» waren die konservative Churer Zeitung (1800–1856) und die fortschrittlich liberale Bündner Zeitung (1830–1858). Schon nach kurzer Zeit erlahmte der Kampfgeist des «Morgensterns». Die letzte Nummer erschien im September 1843. Wenige Tage später lancierte der gleiche Verleger den Freien Rätier (1843–1848).